# Simon van Milligen
Simon van Milligen (Rotterdam, 14 december 1849 – Amsterdam, 11 maart 1929) was een Nederlands componist, pianist en muziekpedagoog.

## Leven
Hij was zoon van Gerrit van Milligen (directeur van de rijkskweekschool voor onderwijzers) en Engelina Theodora van Exter. Zelf trouwde hij in zijn Middelburgse periode met Emma Dronkers, die in 1913 overleed. Het echtpaar woonde voor enige tijd aan de Van Baerlestraat. Hij werd begraven op De Nieuwe Ooster bij zijn vrouw.
Het zag er in eerste instantie niet naar uit dat hij in de muziekwereld zou treden. Hij ging namelijk eerst studeren voor ingenieur. Echter, al snel trok de muziek en nam hij muzieklessen bij Joannes Alexander Klerk op piano, Johan Coenradus Boers op viool (beiden in Delft), Samuel de Lange sr., Johannes Worp (beiden orgel), Willem Nicolaï (harmonieleer) en Woldemar Bargiel (harmonieleer, contrapunt en compositieleer). In 1871 betrok hij de baan van muziekonderwijzer in Middelburg, twee jaar later was hij datzelfde in Groningen alwaar hij ook organist werd en omstreeks dezelfde tijd dirigent van een zangvereniging binnen Hoogezand-Sappemeer (toen nog gescheiden dorpen). In 1875 werd hij stedelijk muziekdirecteur in Gouda. Ondertussen bleef hij concerten geven door het hele land.
In 1888 maakte hij een studiereis naar Parijs om zich verder te verdiepen in het componeren. Het resultaat was zijn opera Brinio, die in de beginjaren wel werd uitgevoerd door de Hollandsche Opera/Nederlandse Opera. Hij kreeg er ook een gouden medaille voor van de Maatschappij tot Bevordering der Toonkunst. Eenmaal terug in Nederland (1890) vestigde hij zich in Amsterdam waarbij hij dirigent werd van twee mannenkoren en en passant een vrouwenkoor oprichtte waar hij ook dirigent van werd.
In die jaren begon hij ook over muziek te schrijven in bladen als De Amsterdammer (dag- en weekblad) en vanaf 1897 in het Algemeen Handelsblad (tot 1906). Vervolgens werd hij tot 1916 redacteur van het muziekblad Caecilia. In 1897 werd hij lid van het hoofdbestuur van de MtBdT, in 1900 bestuurslid van de NTV en in 1906 de Vereeniging voor Noor Nederlands Muziekgeschiedenis. Vanaf 1913 was hij enige tijd docent muziekgeschiedenis aan het Amsterdams Conservatorium en voorzitter van het net opgerichte BUMA. Hij gold als promotor van de nieuwe Franse muziek.
In 1909 werd hij vanwege zijn werkzaamheden benoemd tot ridder in de Orde van Oranje-Nassau. Bernard van Vlijmen heeft hem in 1924 geportretteerd, net als Arie van Veen. Samen met Johannes Worp gaf hij Algemeene Muziekleer uit (1903/1904). In 1907 volgde De kerkzang van de eerste Christenen, over vernieuwing van protestantse liederen. En uiteraard tal van artikelen in muziekblad Caecilia. Zijn Ontwikkelingsgang der muziek werd bewerkt door Sem van Dresden. 

## Werklijst
- Liederen op Duitse teksten I (1879)
- Liederen op Duitse teksten II (1880)
- Liedje in den maneschijn (1882)
- Liederen Ze wisten het wel en Scoonslaepsterken (1890)
- Liederen Te meie en Onder ’t loover (1896)
- Roemeensche liederencyclus bestaan uit dertien liederen voor sopraan, bariton en duetten (1890)
- Darthula, muziekdrama in twee bedrijven (1900)
- Snowa, ballade voor solisten, koor en orkest (1890)
- Concertouverture voor orkest (1889)
- De rattenvanger van Hamelen; een kinderballade (1886)
- Vaders berjaardag (1895)
- Neerlands zangen voor Neerlands mannen (1892)
- Gemengde koren (1891-1900), uitgegeven door de Nederlandse Koorvereniging
- Achet zuilen: Avond, Dood, Geduld, Goeden morgen, Vogellijn, Vrede, Weemoed en hope
- Vogelenzang; tweestemmige kinderliedjes (1889)
- Novelette voor piano

De werken Brinio, Darthula, Avond en de concertouverture stonden op de lessenaars van het Concertgebouworkest, maar de meeste werden snel vergeten.

### Brinio
De opera Brinio ging op 20 april 1889 in première in de Parkschouwbrug. De leiding was in handen van de componist. Op 23 september 1889 volgde de Rotterdamse première in de Groote Schouwburg onder leiding van Cornelis van der Linden met regie van Joseph de Cré en Johannes George de Groot. Er volgde een aantal opvoeringen met het neusje van de zalm van de Nederlandse Opera. De rolverdeling was Désiré Pauwels en G. van Boxem (Aquilus), Henri Albers (Brinio), Jos. M. Orelio (Massa), Johan Schmier (opperpriester der Druïden), Sam Poons (Vulpes), Rosine de Wulf (Ada), Cornélie van Zanten (Rheime), C Broekhuizen (arme Batavier), Sal Frank (rijke Batavier), Willem Siep (een jongeling), Otto de Nobel (grijsaard).  Het libretto in vier bedrijven was door Fiore delle Neve (pseunoniem van Martinus Gesinus Lambert van Loghem) gehaald uit een novelle van Jacob van Lennep.
- Digitale Bibliotheek voor de Nederlandse Letteren: mill016
- International Standard Name Identifier: 0000 0001 1732 2944
- Library of Congress Control Number: no2009142664
- Nederlandse Thesaurus van Auteursnamen: 069935270
- Système universitaire de documentation: 108938980
- Virtual International Authority File: 100769679
- WorldCat: E39PBJtxgXx9ghc46PjxHmmcfq